# Austroglossus
Genre
Austroglossus est un genre de poissons plats marins de la famille des Soleidae.

## Liste des espèces
Selon FishBase, EOL et WoRMS :
- Austroglossus microlepis Bleeker, 1863
- Austroglossus pectoralis Kaup, 1858